# Treguvernörsfejden
Treguvernörsfejden, eller mer formellt successionstvisten i Georgia 1946–47, var en politisk kontrovers i delstaten Georgia under årsskiftet 1946/1947 som utbröt då guvernören Eugene Talmadge, som återvalts till posten, avlidit den 21 december 1946 innan han hunnit tillträda. Invigningsceremonin var, i linje med vad som då gällde på det federala planet, planerad till januari 1947.

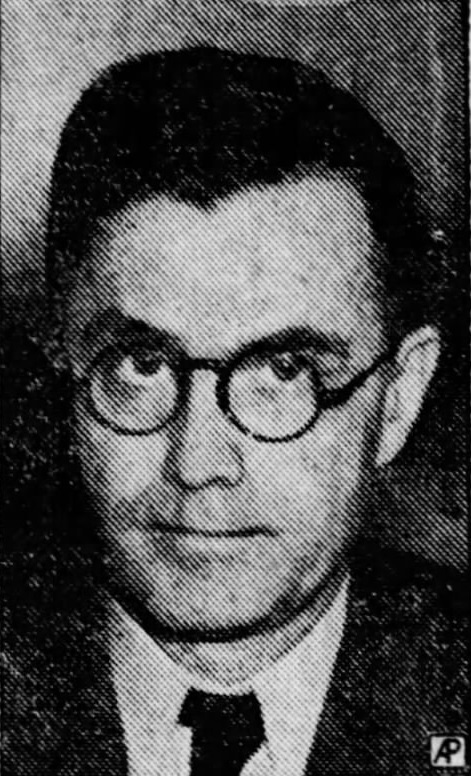
Eugene Talmadge, 15 september 1938

Vid dödsfallet var det oklart vem som skulle ersätta en vald men icke insvuren guvernör, vilket ledde till att tre män gjorde anspråk på posten. Ellis Arnall, den avgående guvernören, hävdade att hans mandat borde förlängas då det nya mandatet annullerats genom dödsfallet och att nyval måste hållas snarast möjligt. Melvin E. Thompson, som var Talmadges tilltänkte och lagligen valde, viceguvernör men ej hade tillträtt, hävdade att han var berättigad till posten eftersom det normala var att viceguvernören övertog posten om guvernören avled. 
Slutligen gjorde Herman Talmadge, den avlidne Eugene Talmadges son, anspråk på posten i väntan på nyval. Detta motiverades med att Georgias delstatsförsamling, om majoritet saknades, skulle utse en ny guvernör bland de tre mest populära kandidaterna. Talmadge hade kandiderat i Georgia, där det republikanska partiet var obefintligt, utan egentliga motståndare. 
I det faktiska valet, som ägde rum inom det demokratiska partiet, förlorade Talmadge med 295 245 röster mot James V. Carmichael med 313 389 röster, men snuvade denne på nomineringen genom ett blocksystem som påminner om elektorskollegiet, där små landsbygdsområden gavs relativt större vikt. Förutseende väljare hade därefter, skrivit in Herman Talmadges som write-in-kandidat i det ”verkliga” valet, vilket gjort både fadern och sonen valbara om ingen fått majoritet. 
Med stöd av detta och andraomgångsregeln förklarade delstatsförsamlingen Talmadge Jr till guvernör med 675 röster mot faderns 143 279 då Carmichael och ytterligare en motståndare hade fått färre röster och Arnall enligt reglerna inte fick tjäna som guvernör under tvåmandatperioder i rad. 
I praktiken var delstatsförsamlingens agerande ett uttryck för klientelism och en sorts blodsrätt. Vid tidpunkten och än idag, var praxis att valda ämbeten vid dödsfall ersätts av en nära anhörig i väntan på nyval, ofta änkan/änklingen eller en son (ett samtida exempel var Rose McConnell Long, ett modernare Lincoln Chafee).
Georgias högsta domstol ingrep några veckor efter tillsättningen, ogiltigförklarade utnämningen och tillsatte Thompson som tillförordnad guvernör i väntan på ett specialval hösten 1948, där Talmadge Jr besegrade Thompson med knapp majoritet (51,8 %) och blev demokraternas kandidat. Han vann därefter guvernörsvalet med 97,5 % av rösterna. Thompson fick på grund  av specialvalet endast tjäna knappt hälften av sin mandatperiod, och hämmades av att delstatens statssekreterare Ben Fortson - som tagit ställning för Talmadge Jr - och gömde delstatens emblem i sin  rullstol tills tvisten lösts. 
Herman Talmadge tjänstgjorde, efter den särskilda mandatperioden på två år och ett omval, som guvernör i sex år och därefter som senator i 24 år, och blev en av delstatens mest ihågkomna, om än kontroversiella, ledare.